# Трушников, Валерий Георгиевич
Вале́рий Гео́ргиевич Тру́шников (1 января 1950, пос. Красный Яр, Серовский район, Свердловская область — 18 июня 2008, Екатеринбург) — российский политик и государственный деятель, в 1993—1994 гг. — и. о. главы администрации Свердловской области, член Совета Федерации (2001—2008).

## Биография
Рос в Карпинске в многодетной семье.
В 1973 году окончил Свердловский горный институт им. В. В. Вахрушева по специальности «горный инженер-шахтостроитель».
После окончания института 14 лет проработал в Североуральске, в шахтостроительном тресте «Севуралбокситстрой», пройдя путь от горного мастера до управляющего (1983—1987).
В 1980—1986 избирался депутатом Североуральского городского Совета народных депутатов.
С 1987 года работал заместителем начальника треста «Главсредуралстрой» в Свердловске. Другим заместителем начальника Главсредуралстроя, а позже и его начальником был Эдуард Россель. После избрания Росселя председателем Свердловского облисполкома (в апреле 1990 г.), он выдвинул Трушникова на должность своего 1-го заместителя. После упразднения облисполкома и создания Администрации Свердловской области осенью 1991 г. Трушников стал 1-м заместителем главы администрации области, а в декабре 1991 г. возглавил Правительство Свердловской области — новый коллегиальный орган при администрации области, не имевший тогда существенных полномочий.
В ноябре 1993 года за попытку создания Уральской республики Россель был уволен с должности Президентом Российской Федерации, а Трушников был назначен исполняющим обязанности главы администрации. В январе 1994 года новым главой администрации области был утверждён Алексей Страхов, работавший до этого 1-м заместителем главы администрации Екатеринбурга, а Трушников остался у Страхова первым заместителем. Должность же председателя правительства области в июле 1994 года он утратил, её занял сам Страхов. В 1994 году Трушников был избран депутатом Свердловской областной думы по Серовскому округу.
В августе 1995 года Трушников баллотировался на первых выборах губернатора Свердловской области, заняв в первом туре третье место среди девяти кандидатов. Во втором туре выборов поддержал Эдуарда Росселя, что сыграло немалое значение в победе последнего. В ответ на поддержку после своей инаугурации Россель назначил Трушникова председателем Правительства Свердловской области, причём правительству от упразднённой Администрации Свердловской области были переданы значительные полномочия по управлению областным хозяйством.
Из-за разногласий с губернатором в апреле 1996 года Трушников был уволен. В октябре 1996 года он восстановился в должности по суду, но тут же сам подал в отставку.
В 1996 создал и возглавил (в качестве генерального директора) Урало-Казахскую компанию по разработке Тиманского месторождения бокситов. Одновременно в 1997—1998 — лидер движения и президент фонда «Горнозаводской Урал», от которого был избран депутатом Областной думы Законодательного собрания Свердловской области, в 1998—2001 гг. был заместителем председателя думы.
В декабре 2001 года Трушников, отношения которого с Росселем к тому времени нормализовались, был назначен представителем исполнительного органа государственной власти Свердловской области в Совете Федерации. В Совете Федерации являлся:
- заместителем председателя комитета по обороне и безопасности;
- заместителем председателя комиссии по жилищной политике и жилищно-коммунальному хозяйству;
- членом комиссии по естественным монополиям.

Скоропостижно скончался от инсульта ночью 18 июня 2008 года. Похоронен в Екатеринбурге на Широкореченском кладбище.

## Высказывания
Прославился в Совете Федерации своей фразой, отстаивая спецсигналы и спецномера на машинах депутатов и сенаторов: «Давайте отменим все и не будем вставать в позу унтер-офицерской вдовы. Тем самым мы себя не уважаем. В течение трех лет мы поступательно себя урезаем, чтобы быть ближе к закону, но мы же власть».

## Награды и звания
- Заслуженный строитель Российской Федерации (4 марта 1992) — за заслуги в области строительства и многолетний добросовестный труд.